# Uruguay en los Juegos Olímpicos de Pekín 2008
Uruguay estuvo representado en los Juegos Olímpicos de Pekín 2008 por un total de 12 deportistas, 9 hombres y 3 mujeres, que compitieron en 6 deportes.
El portador de la bandera en la ceremonia de apertura fue el regatista Alejandro Foglia. El equipo olímpico uruguayo no obtuvo ninguna medalla en estos Juegos.